# Bikram-yoga
Bikram-yoga is een yoga-stijl die Bikram Choudhury heeft ontwikkeld uit de traditionele hatha-yogatechnieken. De stijl werd begin jaren 1970 populair.

## Leraren
Bikram-yogalessen voor beginners duren 90 minuten en bestaan uit een vaste serie van 26 houdingen, waaronder twee ademhalingsoefeningen. Bikram-yoga wordt beoefend in een ruimte verwarmd tot 40 °C met een luchtvochtigheid van 40%. Bikramlessen worden gegeven door bikram-gecertificeerde leraren, die negen weken door Choudhury goedgekeurde training hebben afgerond. Bikram-gecertificeerde leraren wordt een gestandaardiseerde mondelinge uitleg geleerd om de oefeningen te leiden. Ervaren leraren ontwikkelen verschillende leerstijlen.

## Geschiedenis
Bikram Choudhury is geboren in Calcutta in 1946 en begon toen hij vier jaar oud was, yoga te beoefenen. Op de leeftijd van dertien jaar won hij naar eigen zeggen het nationale yogakampioenschap van India. Hij bleef de volgende drie jaar ongeslagen en was de onbetwiste All-India nationale yogakampioen. Choudhury bedacht later de 26 houdingen en hun volgorde en richtte Bikram's Yoga College of India op.
In juni 2006 had hij 1650 yogastudio's over de hele wereld. In juli 2012 waren er ruim 330 studio's in de Verenigde Staten en 600 wereldwijd.

## Gezondheidseffecten
In 2013 bleek uit onderzoek dat na het gedurende acht weken driemaal per week beoefenen van bikram-yoga bij gezonde volwassenen de kracht en flexibiliteit verbeterden. Deelnemers verloren een kleine hoeveelheid lichaamsvet. Er waren geen aanwijzingen van verbeteringen op de cardiovasculaire organen. Dezelfde onderzoeker ontdekte dat vrouwen 330 kilocalorieën verbrandden en mannen 460 per sessie van 90 minuten, ongeveer het equivalent van een wandeling van 90 minuten met een tempo van 6 kilometer per uur.
Overmatig zweten veroorzaakt door de hete en vochtige omstandigheden van een bikram-yogaruimte kan leiden tot dehydratie. Er is ook een risico van hyperthermie: oververhitting van het menselijk lichaam. De symptomen zijn misselijkheid, duizeligheid, flauwvallen, en mogelijk hitteberoerte. Een sterke focus op hydratatie voor en na de les, in combinatie met het luisteren naar je lichaam en rust tijdens de les wanneer dat nodig is, vermindert deze risico's.
Diverse aandoeningen zoals multiple sclerose, epilepsie, en sommige cardiale complicaties kunnen een bijzondere gevoeligheid voor warmte veroorzaken. Ook mensen die medicijnen voor depressie, nervositeit of slapeloosheid gebruiken kunnen gevoeliger zijn voor de warmte.
Volgens een artikel in de Huffington Post zijn de voordelen voor de gezondheid van de extra warmte "grotendeels perceptueel", omdat "Mensen denken dat de mate van zweet de kwaliteit is van de training, maar dat is niet de werkelijkheid. Het heeft geen verband met het verbranden van calorieën.". Een kleine studie van de American Council of Exercise vond "geen verschil in de stijging van de kerntemperatuur of hartslag tussen de twee 60 minuten durende sessies.".
In de eerste editie van Bikram's Beginning Yoga Class beweert Choudhury dat medische studies uitgevoerd aan de Tokyo University Medical School de medische voordelen van zijn 26 houdingen ondersteunen. Tijdens een van de rechtszaken eisten gedaagden exemplaren van deze medische studies en beweerde Choudhury dat hij ze niet kon vinden. In de tweede editie verwijderde Choudhury alle verwijzingen naar medische studies.